# 月風魔傳：不朽之月
《月風魔傳：不朽之月》是一款由科樂美數位娛樂與GuruGuru共同開發的動作遊戲，也是1987年紅白機遊戲《月風魔傳》的續作。體驗版於2021年5月14日發行，正式版於2022年2月10日發行。

## 主要角色
月風魔（Getsu Fuma，配音：小松昌平）
月氏家族第27代族長廣為人知。
因為他的英勇和才華。 他冒險進入地獄尋找災難的源頭以及他失踪的兄弟。
這是他作為月氏一族領袖的職責。
月蓮華（Getsu Renge，配音：嶋村侑）
月氏第21代族長，號稱月氏最偉大的女忍者。
據說，所有人都被她的美麗和才華橫溢的身心所吸引。
她在地獄中失蹤之後哭聲一直迴盪在地表世界。
使用月風魔破完關卡後選擇關卡時有機率發生亂入，和被操作的月蓮華對決，勝利之後在月氏館和月蓮華見面並可直接換人操作。
若使用月蓮華破完關卡後選擇關卡時會有機率發生亂入，與樣貌像前者的「蓮華的殘骸」對決，勝利後直接回月氏館。
月嵐童（配音：小野塚貴志）
月風魔的哥哥，為有朝一日能領導這家族，從小就嚴格鍛鍊自己。
雖他的能力在族史上無人能敵，但願望並沒有實現。
相反，他在地獄巨災之際身亡了。

## 其他角色
侍女
從月氏第13代族長起，侍奉月氏一族並定居月氏館的侍女，似乎是個機關人偶。

## 未登場角色
僅ED製作人員名單與美術設定集公開此資料，但遊戲本篇未實裝，是否日後實裝目前不明
月鴻明（配音：田丸篤志（未使用配音））
月氏第2代族長，持有強大的靈力，以前曾是陰陽師。
因初代月風魔於地獄失蹤並沒留下任何訊息而親自前往地獄尋找初代月風魔的下落。
如今傳出他自己行蹤不明，可依然持續尋找初代月風魔的事。
月荒耶（配音：高口公介（未使用配音））
月氏第10代族長，具有剛健體格又十分高強的怪力。
妻子被妖怪所殺，為此哀弔妻子之餘並抱持哀惜與憎惡的感情持續戰鬥著。
原從事僧侶，之後他走向名為修羅之道的道路。

## 外部連結
- 官方网站